# Tecoteno el Tular
Tecoteno el Tular är en ort i Mexiko.   Den ligger i kommunen San Juan Bautista Tuxtepec och delstaten Oaxaca, i den sydöstra delen av landet, 300 km öster om huvudstaden Mexico City. Tecoteno el Tular ligger 36 meter över havet och antalet invånare är 282.
Terrängen runt Tecoteno el Tular är huvudsakligen platt, men åt sydväst är den kuperad. Runt Tecoteno el Tular är det ganska tätbefolkat, med 160 invånare per kvadratkilometer. Närmaste större samhälle är Tuxtepec, 4,7 km sydost om Tecoteno el Tular. Omgivningarna runt Tecoteno el Tular är en mosaik av jordbruksmark och naturlig växtlighet.